# Maubert-Fontaine
Pour les articles homonymes, voir Fontaine.
Maubert-Fontaine est une commune française, située dans le département des Ardennes en région Grand Est.

## Géographie
|                | Taillette        |                  |
| Éteignières    | Maubert-Fontaine | Sévigny-la-Forêt |
| Flaignes-Havys | Marby            | Étalle           |

Maubert-Fontaine est un village français peuplé de 1 052 habitants, situé dans les Ardennes. La commune fait partie de la Thiérache.

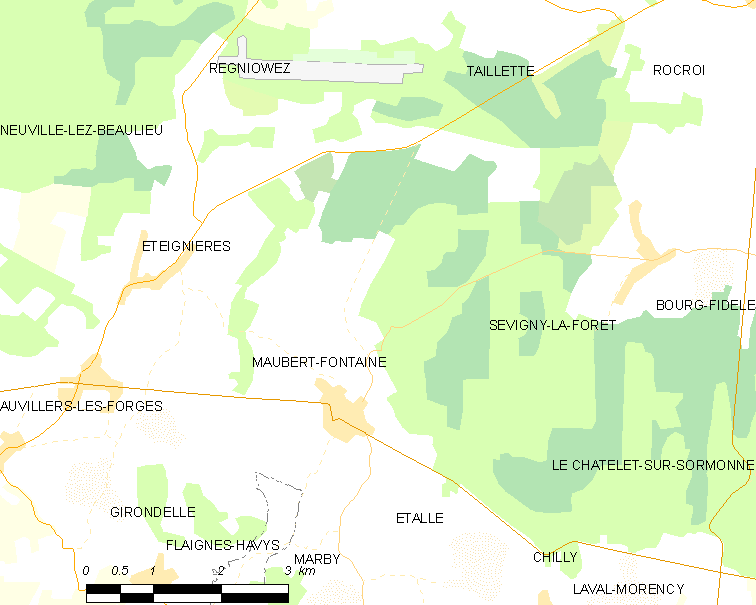
Carte de la commune,
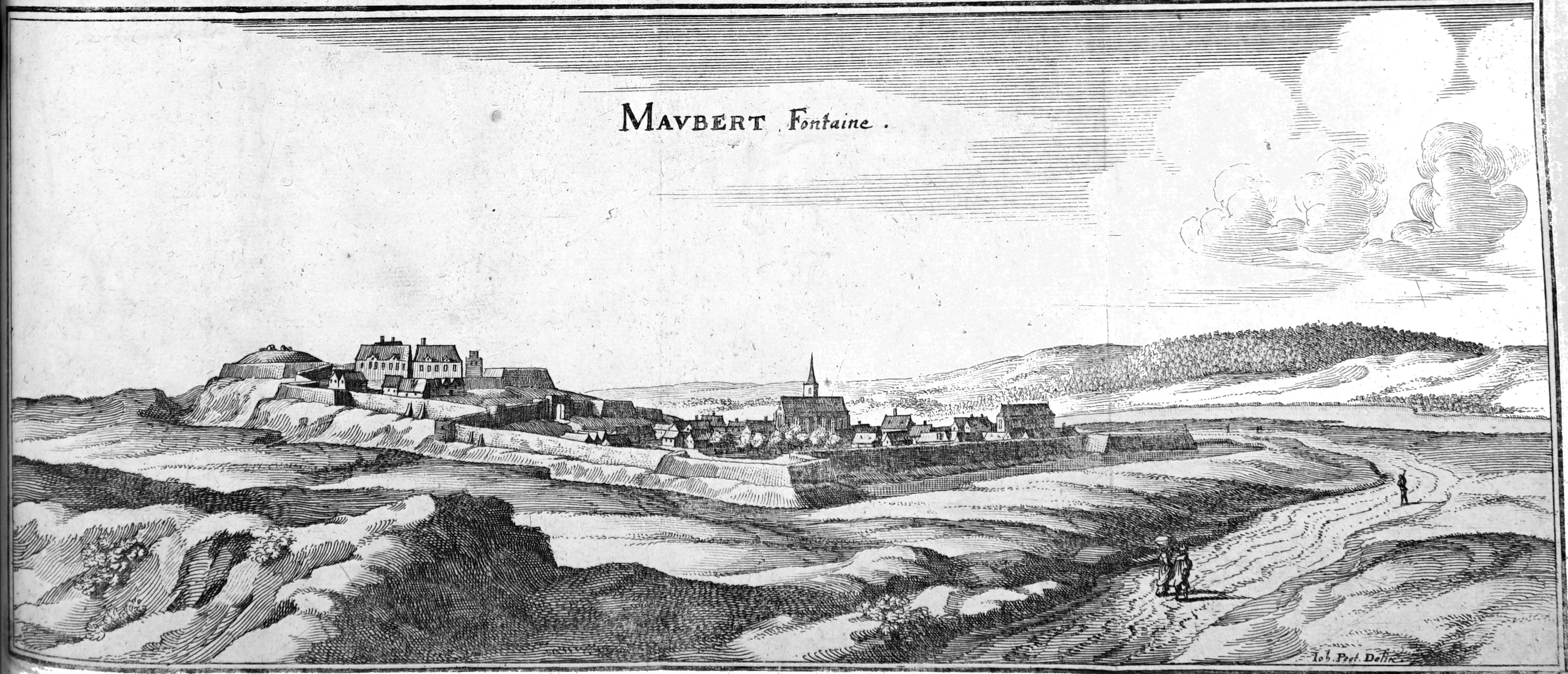
et en 1656 par Martin Zeiller,
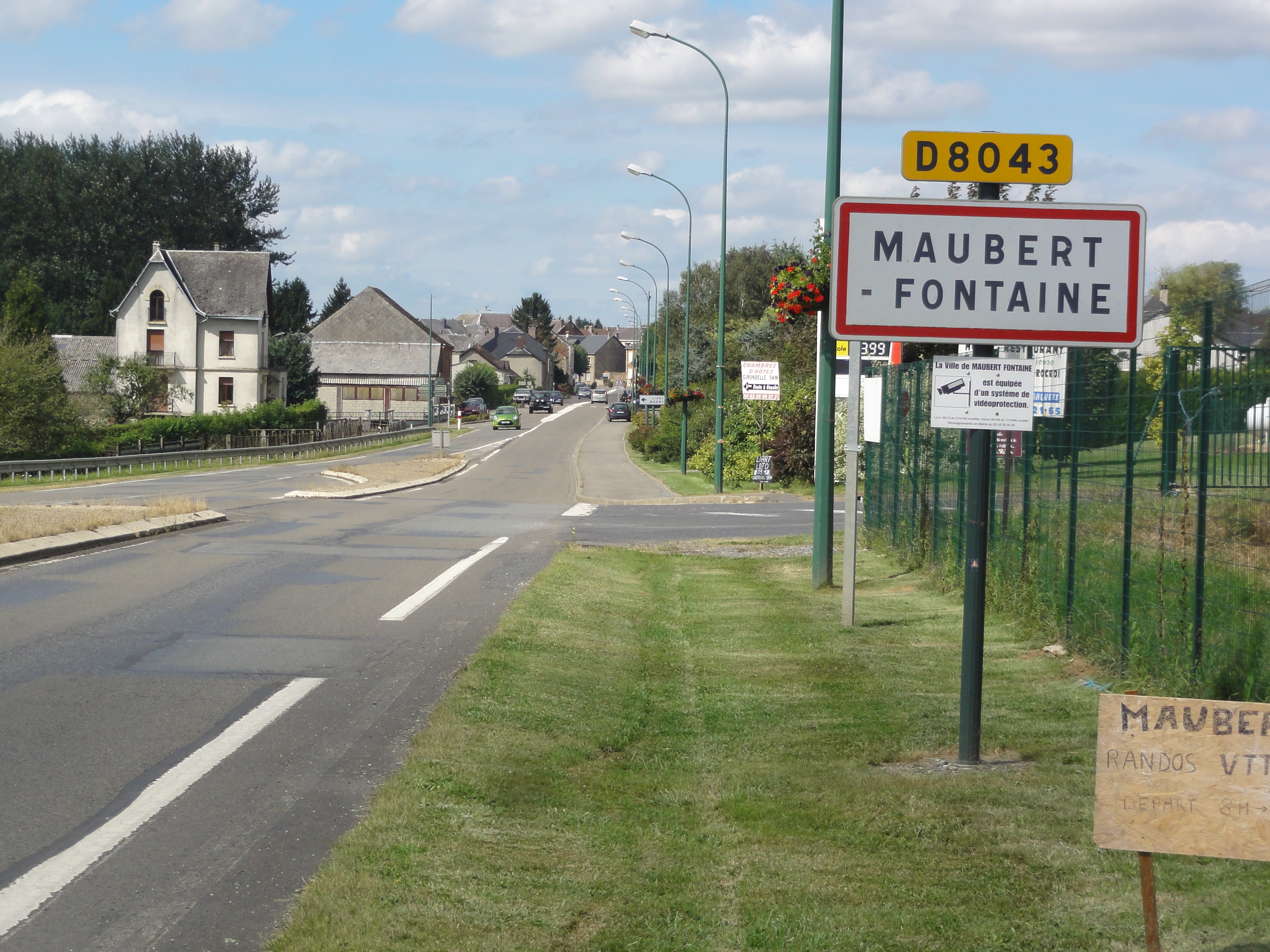
l'entrée du village ;
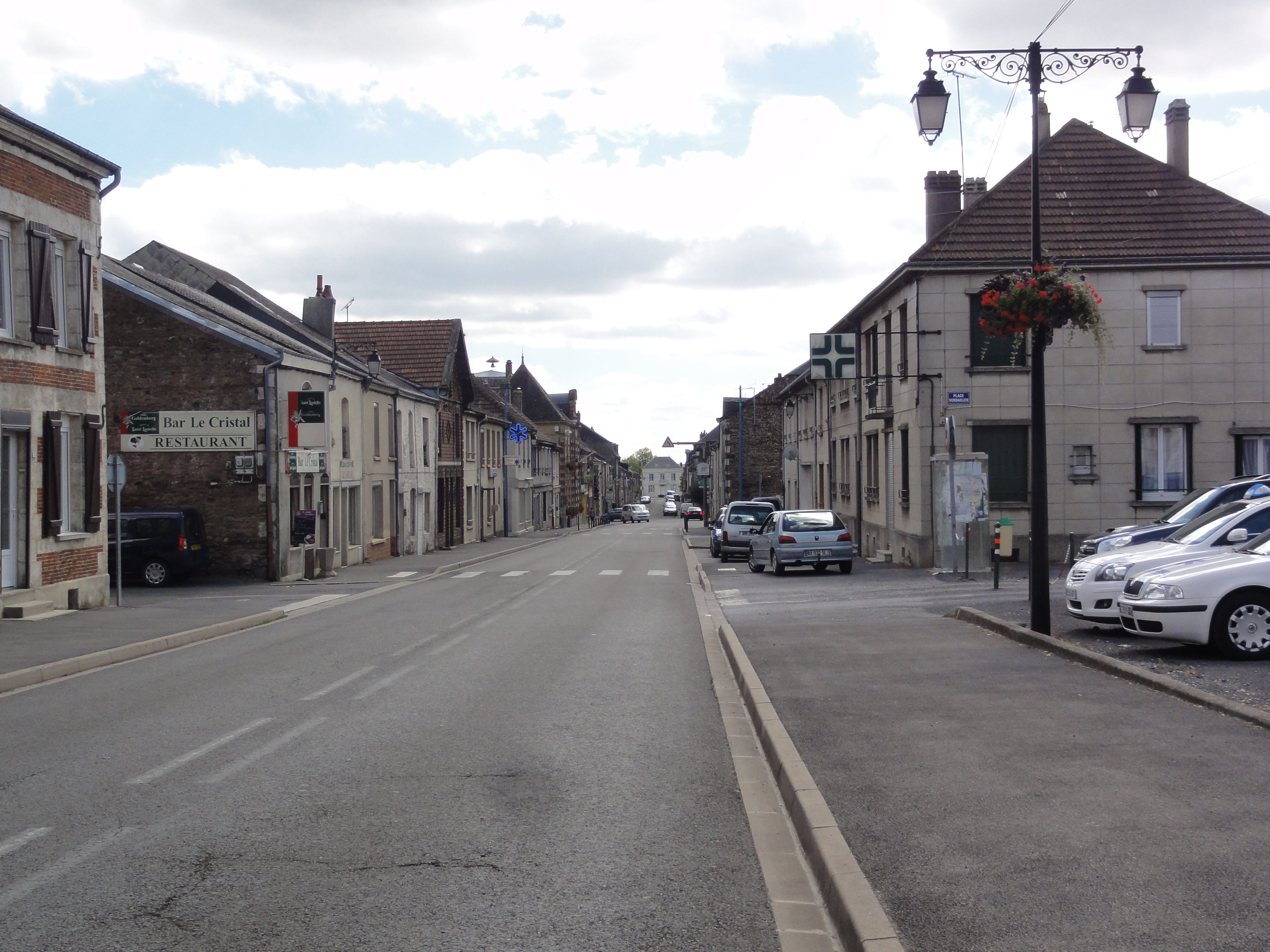
la N 43 traverse le village.

### Hydrographie
La commune est dans le bassin versant de la Meuse au sein du bassin Rhin-Meuse. Elle est drainée par le ruisseau la Cense, le ruisseau de Wagny, le ruisseau du Pont et le ruisseau de la Carriere,.
Le ruisseau la Cense, d'une longueur de 11 km, prend sa source dans la commune de Taillette et se jette  dans la Sormonne à Blombay, après avoir traversé six communes.

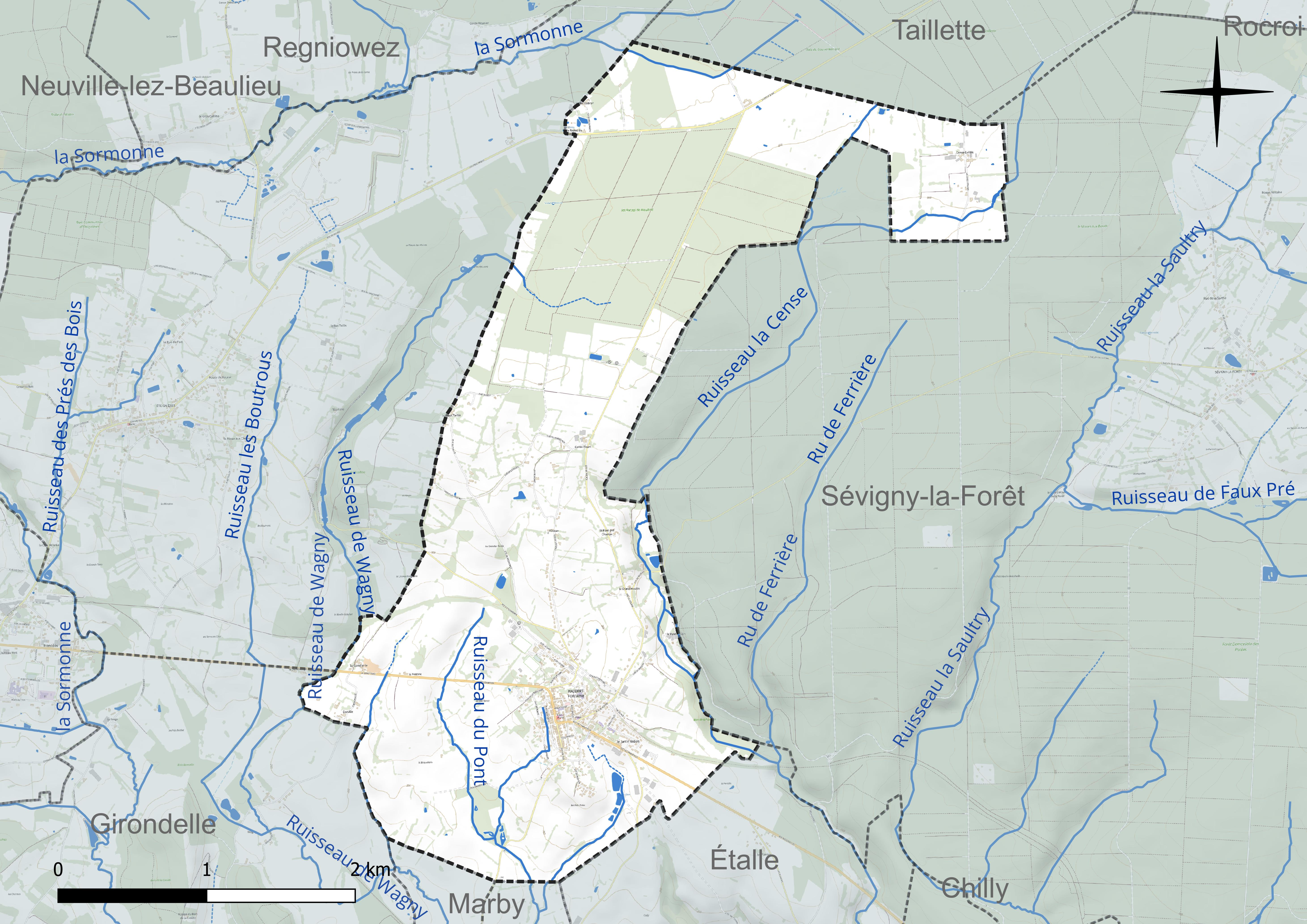
Réseau hydrographique de Maubert-Fontaine.

### Climat
Pour des articles plus généraux, voir Climat du Grand Est et Climat des Ardennes.
En 2010, le climat de la commune est de type climat de montagne, selon une étude du Centre national de la recherche scientifique s'appuyant sur une série de données couvrant la période 1971-2000. En 2020, Météo-France publie une typologie des climats de la France métropolitaine dans laquelle la commune est exposée à un climat océanique altéré et est dans la région climatique Nord-est du bassin Parisien, caractérisée par un ensoleillement médiocre, une pluviométrie moyenne régulièrement répartie au cours de l’année et un hiver froid (3 °C).
Pour la période 1971-2000, la température annuelle moyenne est de 9,1 °C, avec une amplitude thermique annuelle de 14,8 °C. Le cumul annuel moyen de précipitations est de 1 065 mm, avec 13,6 jours de précipitations en janvier et 10 jours en juillet. Pour la période 1991-2020, la température moyenne annuelle observée sur la station météorologique de Météo-France la plus proche, « Rocroi », sur la commune de Rocroi à 9 km à vol d'oiseau, est de 9,5 °C et le cumul annuel moyen de précipitations est de 1 210,4 mm. 
La température maximale relevée sur cette station est de 37,6 °C, atteinte le 25 juillet 2019 ; la température minimale est de −14,7 °C, atteinte le 4 février 2012,,.
Les paramètres climatiques de la commune ont été estimés pour le milieu du siècle (2041-2070) selon différents scénarios d'émission de gaz à effet de serre à partir des nouvelles projections climatiques de référence DRIAS-2020. Ils sont consultables sur un site dédié publié par Météo-France en novembre 2022.

## Urbanisme

### Typologie
Au 1er janvier 2024, Maubert-Fontaine est catégorisée commune rurale à habitat dispersé, selon la nouvelle grille communale de densité à 7 niveaux définie par l'Insee en 2022.
Elle est située hors unité urbaine. Par ailleurs la commune fait partie de l'aire d'attraction de Charleville-Mézières, dont elle est une commune de la couronne,. Cette aire, qui regroupe 132 communes, est catégorisée dans les aires de 50 000 à moins de 200 000 habitants,.

### Occupation des sols
L'occupation des sols de la commune, telle qu'elle ressort de la base de données européenne d’occupation biophysique des sols Corine Land Cover (CLC), est marquée par l'importance des territoires agricoles (72,4 % en 2018), en diminution par rapport à 1990 (74,1 %). La répartition détaillée en 2018 est la suivante :
prairies (72,4 %), forêts (20,7 %), zones urbanisées (6,7 %), milieux à végétation arbustive et/ou herbacée (0,2 %). L'évolution de l’occupation des sols de la commune et de ses infrastructures peut être observée sur les différentes représentations cartographiques du territoire : la carte de Cassini (XVIIIe siècle), la carte d'état-major (1820-1866) et les cartes ou photos aériennes de l'IGN pour la période actuelle (1950 à aujourd'hui).

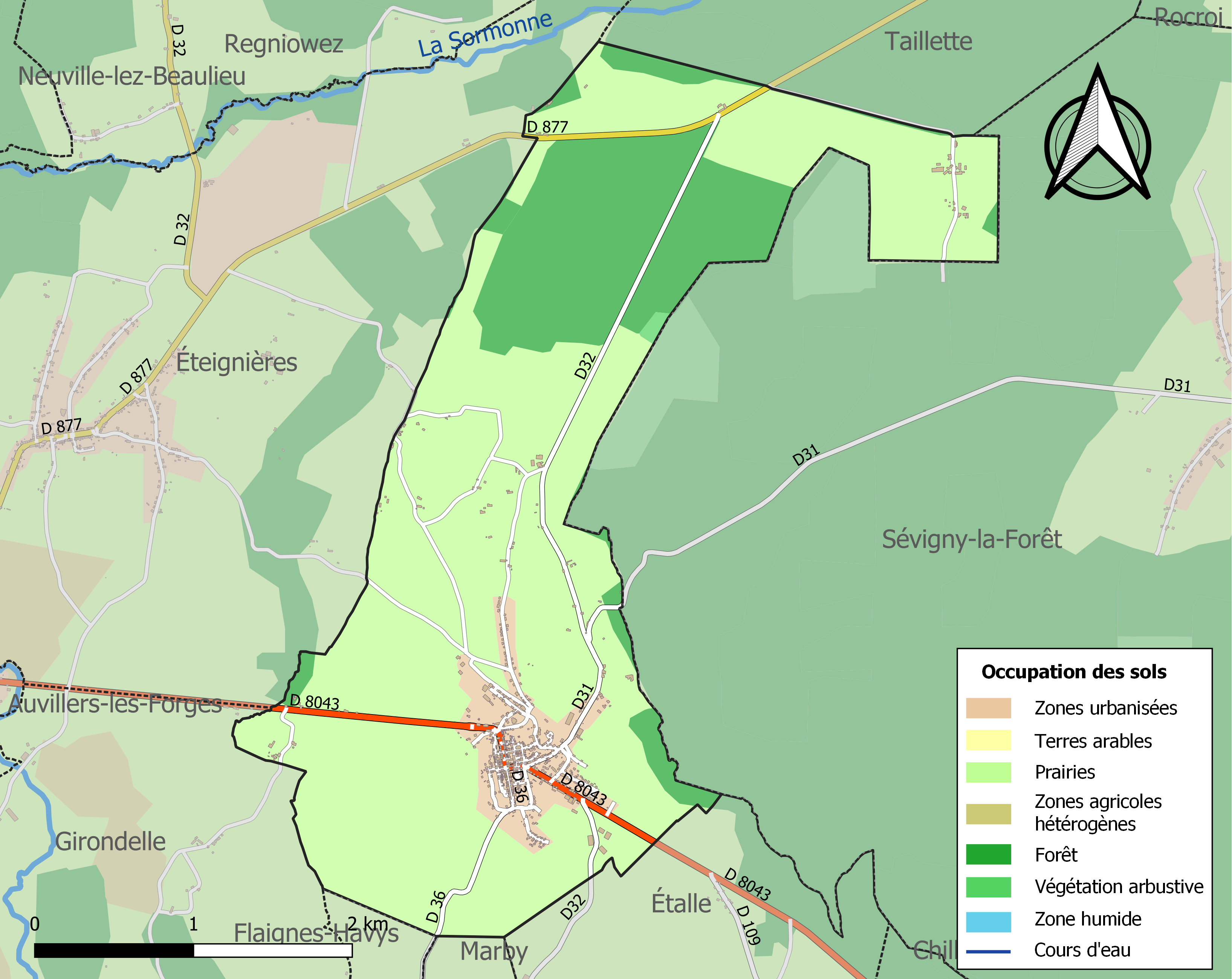
Carte des infrastructures et de l'occupation des sols de la commune en 2018 (CLC).

## Histoire
Ce village — fondé en 1215-1216 — fait partie de la terre des Potées, qui appartenait au chapitre de la cathédrale de Reims, et qui tient son nom de de Potestatibus (ou propriétés, avec la notion de souveraineté) où seront édifiés 17 villages soit Aubigny, Blombay, Cernion, Chilly, Ecle (sous Marby), Étalles, Flaignes-les-Oliviers, Justine, Laval-Morency, Lépron, Logny, Marby, Marlemont, Maubert-Fontaine, Prez, Sévigny-la-Forêt, Vaux-Villaines.
Les seigneurs de Rumigny en sont les avoués à qui le chapitre accorde, dès 1215, douze deniers blancs et une poule ou un chapon à recevoir annuellement de chaque famille des villages nouveaux. De son côté, l’avoué promet aux chanoines aide et assistance pour les constructions projetées et aux habitants son appui et protection.
Les chanoines de Reims accordent aux habitants une charte de liberté en octobre 1218.

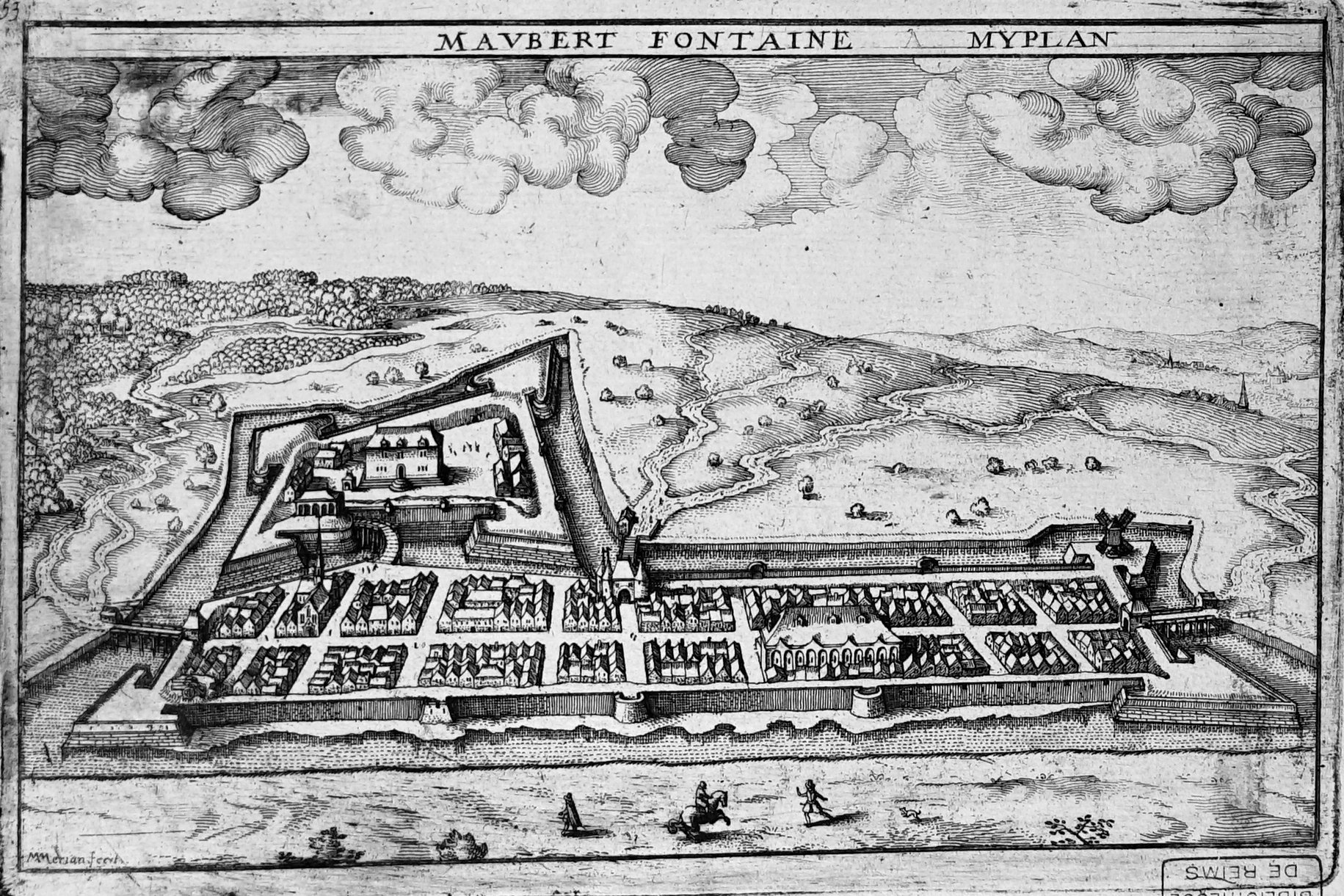
Place de Maubert-FOntaine fin XVIe siècle par Claude Chastillon.

Par une charte de 1238, Jacques de Rumigny cède au chapitre de Reims une maison qu’il possède à Maubert-Fontaine, ainsi que tous les vassaux du village.
Nicolas VI enlève deux vassaux du chapitre de Reims, l’un de Maubert-Fontaine, l’autre de Marlemont, et les fait pendre, outrepassant ses droits. Le chapitre se plaint et par une charte d’avril 1237, Nicolas V accepte que son fils répare cette injustice.
En 1242, Nicolas V de Rumigny reconnaît que les habitants de Maubert-Fontaine et Marlemont qui passent à Rumigny, à Aubenton et à Martigny et leurs dépendances, sont exempts du droit de winage (taxe sur les marchands et les marchandises).
Par le mariage d’Isabelle de Rumigny, avec Thibaut de Lorraine, fils du duc Ferry III, les biens des Rumigny-Florennes passent à la Maison de Lorraine. En mars 1279, Thibaut de Lorraine rend foi et hommage au chapitre de Reims pour le fief qu’il détient à Maubert-Fontaine.
En l'Ascension 1642 des troupes du sieur de Melo vinrent bruler les maisons, rançonnant des habitants. Les habitants ont déserté le village pour se réfugier en la forêt, le lieu-dit les Escarts fut entièrement détruit et déserté, seules trois maisons furent épargnées. L'église fut brulée, deux cloches emportées et la troisième fondue par l'incendie. La paix ne revenant qu'après la bataille de Rocroi.
Le 26 août 1914, l'armée impériale allemande exécute 11 civils lors des atrocités allemandes commises au début de l'invasion. L'unité mise en cause est le 18e RH Régiment de Hussards.
Lors de la Seconde Guerre mondiale, pendant la Drôle de guerre, le poste de commandement de la 1re division légère de cavalerie du général Jacques d'Arras est établi à Maubert-Fontaine.
En 1944, des postes de repérage, reliés par téléphone à la centrale de Florennes (centre de l’Entre-Sambre-et-Meuse, Belgique) où l’occupant a installé un aérodrome, sont destinés à guider les chasseurs de nuit.
On en compte neuf dont les principaux sont installés à Villers-deux-Églises, Forges-lez-Chimay (Abbaye de la Trappe, Belgique), Maubert-Fontaine et Reims. À noter que ces postes travaillent par couple, l'un étant le détecteur et l'autre l’émetteur.

## Politique et administration

### Liste des maires
| Période                                  | Période                         | Identité         | Étiquette | Qualité                                                           |
| ---------------------------------------- | ------------------------------- | ---------------- | --------- | ----------------------------------------------------------------- |
| Les données manquantes sont à compléter. |                                 |                  |           |                                                                   |
|                                          | 1876                            | M. Beaucourt     |           |                                                                   |
| 1877                                     |                                 | M. Bucourt       |           |                                                                   |
|                                          | 1994                            | Dr Devos         |           |                                                                   |
|                                          | 1995                            | Georges Vaillant |           |                                                                   |
| mars 2008                                | mai 2020                        | Christian Mougin | DVG       |                                                                   |
| mai 2020                                 | septembre 2020                  | Dany Bressy      |           | Mandat écourté par la démission d'une partie du conseil municipal |
| juillet 2020                             | En cours (au 14 septembre 2020) | Christian Mougin |           |                                                                   |

Maubert-Fontaine a adhéré à la charte du parc naturel régional des Ardennes, à sa création en décembre 2011.

## Population et société

### Démographie
L'évolution du nombre d'habitants est connue à travers les recensements de la population effectués dans la commune depuis 1793. Pour les communes de moins de 10 000 habitants, une enquête de recensement portant sur toute la population est réalisée tous les cinq ans, les populations de référence des années intermédiaires étant quant à elles estimées par interpolation ou extrapolation. Pour la commune, le premier recensement exhaustif entrant dans le cadre du nouveau dispositif a été réalisé en 2007.

En 2022, la commune comptait 1 025 habitants, en évolution de −1,06 % par rapport à 2016 (Ardennes : −2,97 %, France hors Mayotte : +2,11 %).
| 1793  | 1806  | 1821  | 1831  | 1836  | 1841  | 1846  | 1851  | 1866  |
| ----- | ----- | ----- | ----- | ----- | ----- | ----- | ----- | ----- |
| 1 000 | 1 110 | 1 125 | 1 312 | 1 379 | 1 426 | 1 436 | 1 506 | 1 479 |

| 1872  | 1876  | 1881  | 1886  | 1891  | 1896  | 1901  | 1906  | 1911  |
| ----- | ----- | ----- | ----- | ----- | ----- | ----- | ----- | ----- |
| 1 458 | 1 452 | 1 445 | 1 363 | 1 329 | 1 380 | 1 306 | 1 185 | 1 184 |

| 1921  | 1926  | 1931  | 1936  | 1946  | 1954  | 1962  | 1968  | 1975 |
| ----- | ----- | ----- | ----- | ----- | ----- | ----- | ----- | ---- |
| 1 222 | 1 143 | 1 149 | 1 145 | 1 039 | 1 162 | 1 107 | 1 065 | 970  |

| 1982  | 1990 | 1999 | 2006  | 2007  | 2012  | 2017  | 2022  | - |
| ----- | ---- | ---- | ----- | ----- | ----- | ----- | ----- | - |
| 1 024 | 916  | 902  | 1 056 | 1 075 | 1 033 | 1 031 | 1 025 | - |

### Sport
En 2017, le bourg compte un club de football et un club de pêche[réf. nécessaire].

### Cultes
L'église catholique de Maubert-Fontaine, qui se trouve dans le centre du village, est dédiée à saint Nicolas et dépend de la paroisse Saint-Remi en Thiérache.

### Enseignement
Les élèves de la commune dépendent de l'académie de Reims, qui fait partie de la zone B[Quoi ?].
La commune possède une école maternelle, une école élémentaire et un lycée professionnel privé (le lycée Notre-Dame)[réf. nécessaire].

## Héraldique
| Armes de Maubert-Fontaine | Les armes de Maubert-Fontaine se blasonnent ainsi : Parti : au 1er d’azur à la croix d’argent cantonnée de quatre fleurs de lys d’or, au 2e coupé au I de gueules au lion issant d’argent et au II d’or à la bordure de sinople. |

## Lieux et monuments
- Mairie.
- Église paroissiale Saint-Nicolas.
- Monument aux morts.
- Tombes de guerre dans le cimetière.
- Mémorial de la Forêt des Pothées
- Coutellerie de Maubert-Fontaine.
- Chapelle-oratoire, à la sortie du village.

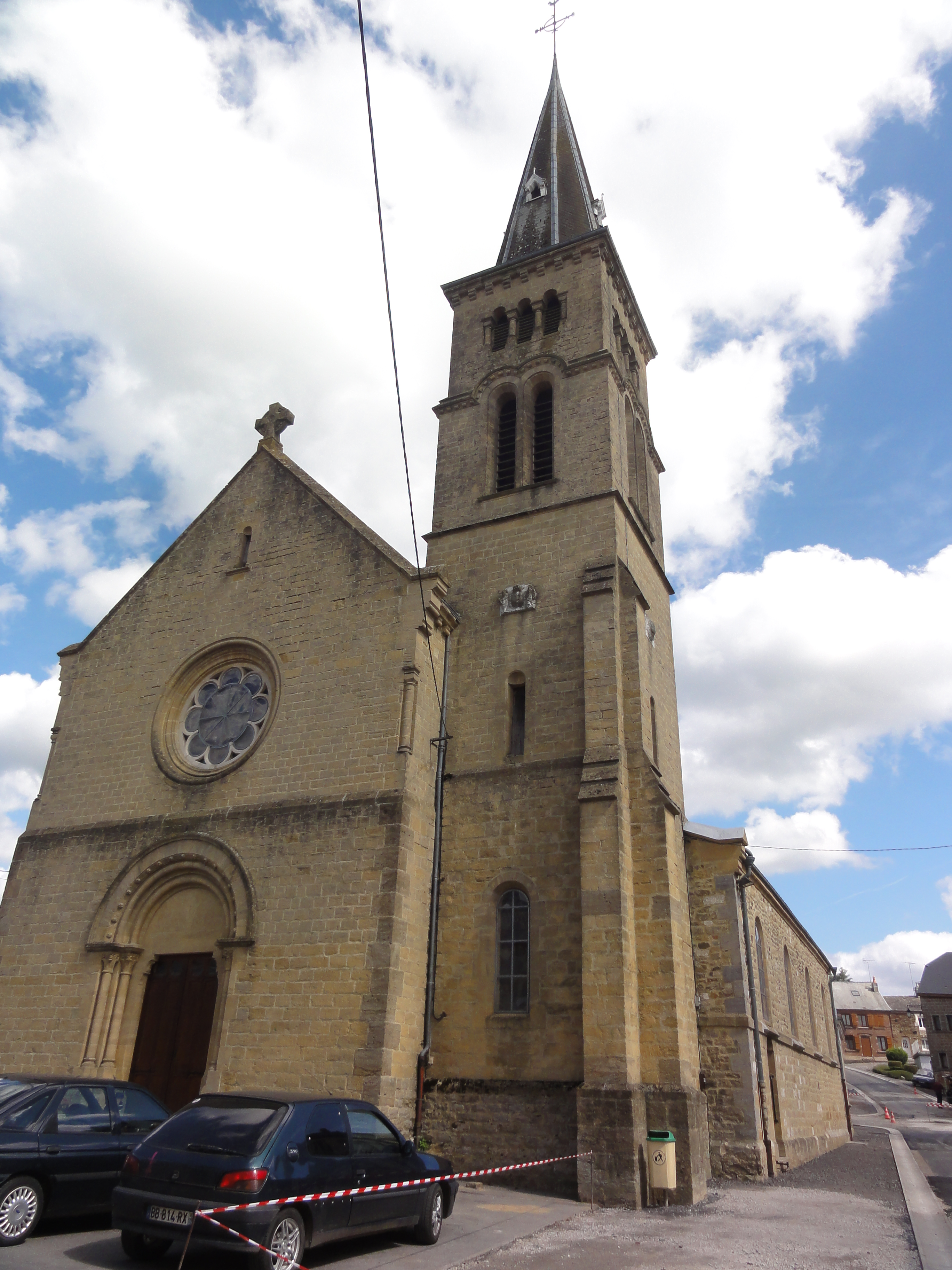
L'église.
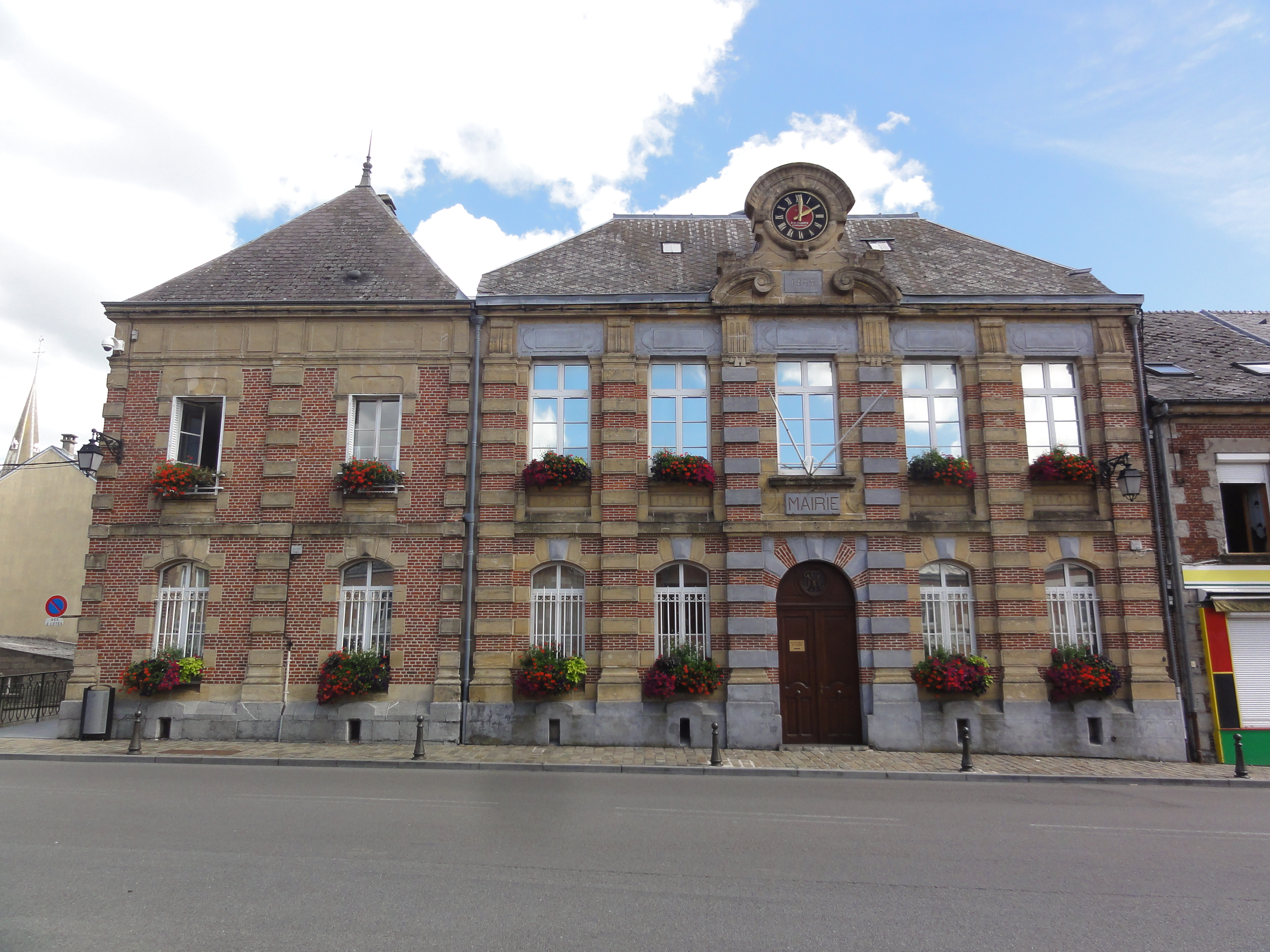
La mairie.
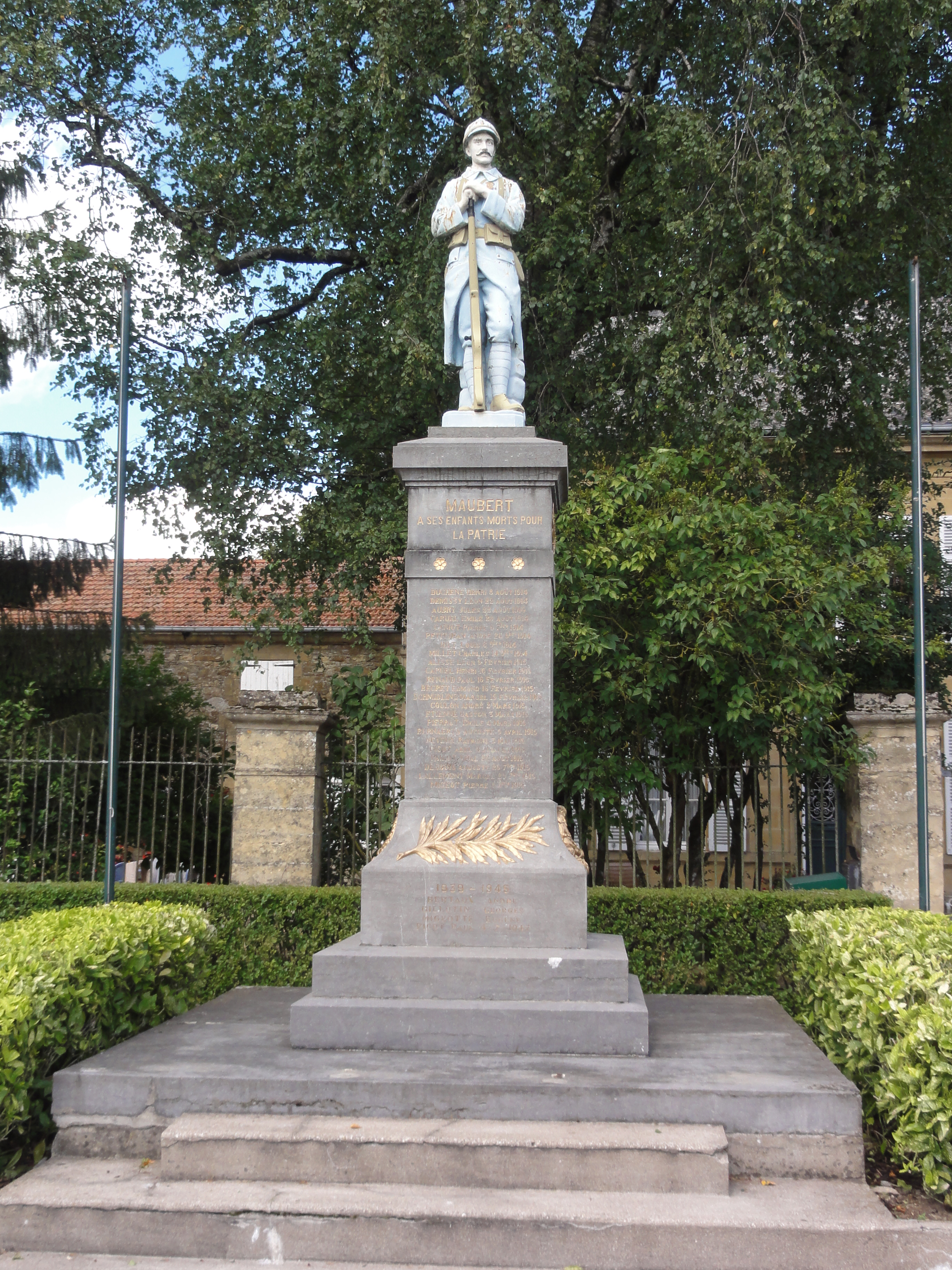
Monument aux morts.
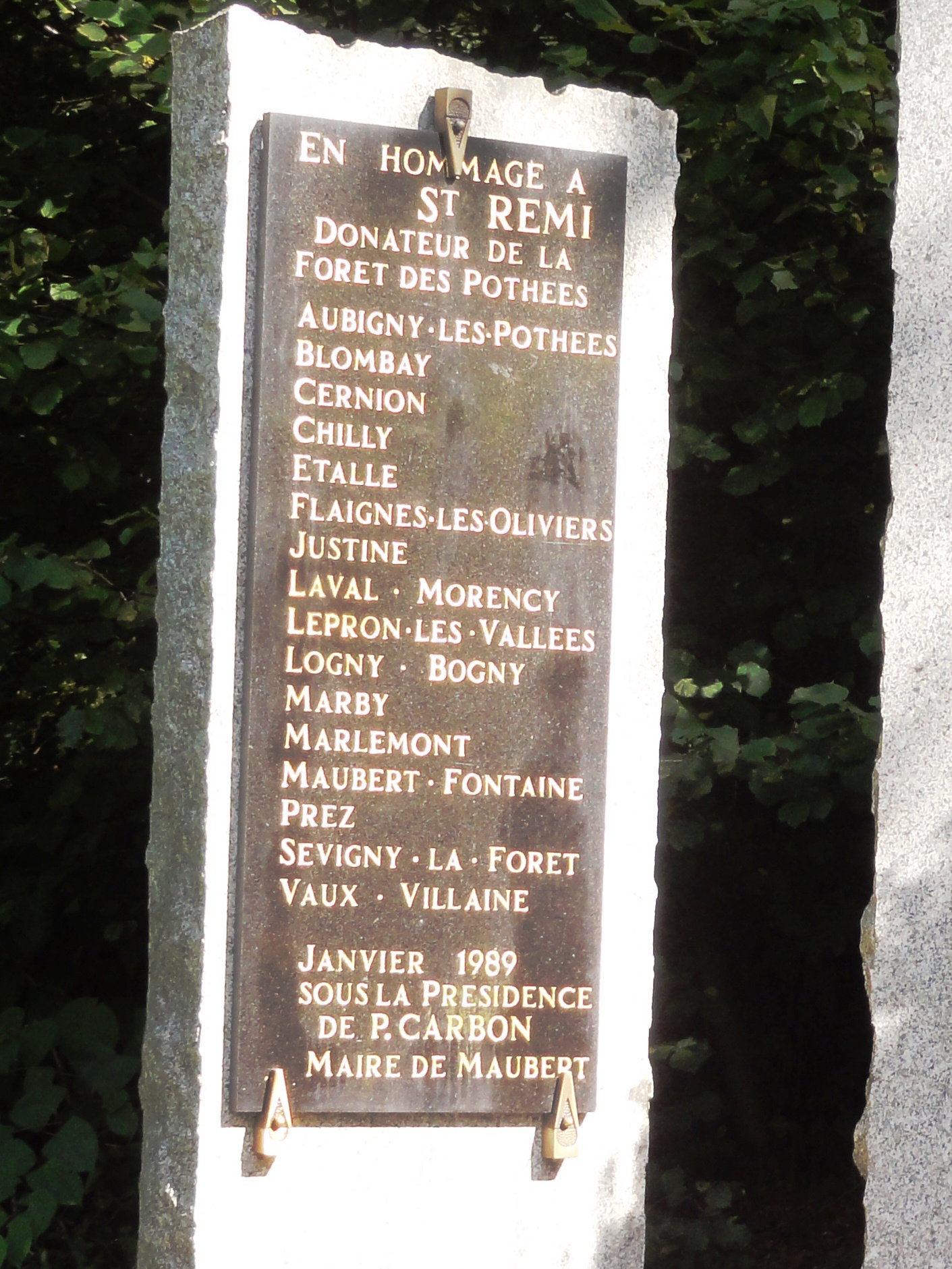
Mémorial de la forêt des Pothées.
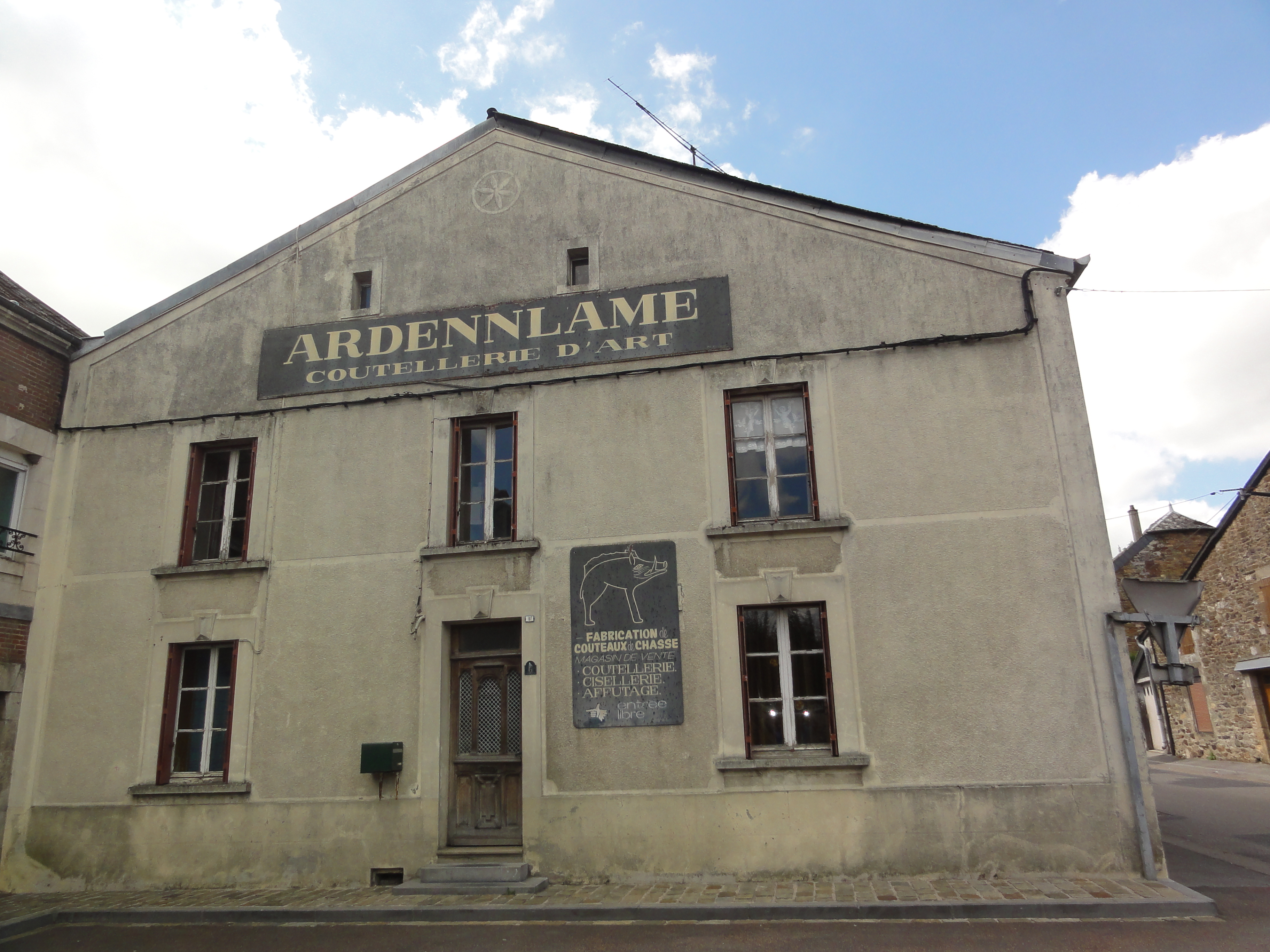
Couteillerie.
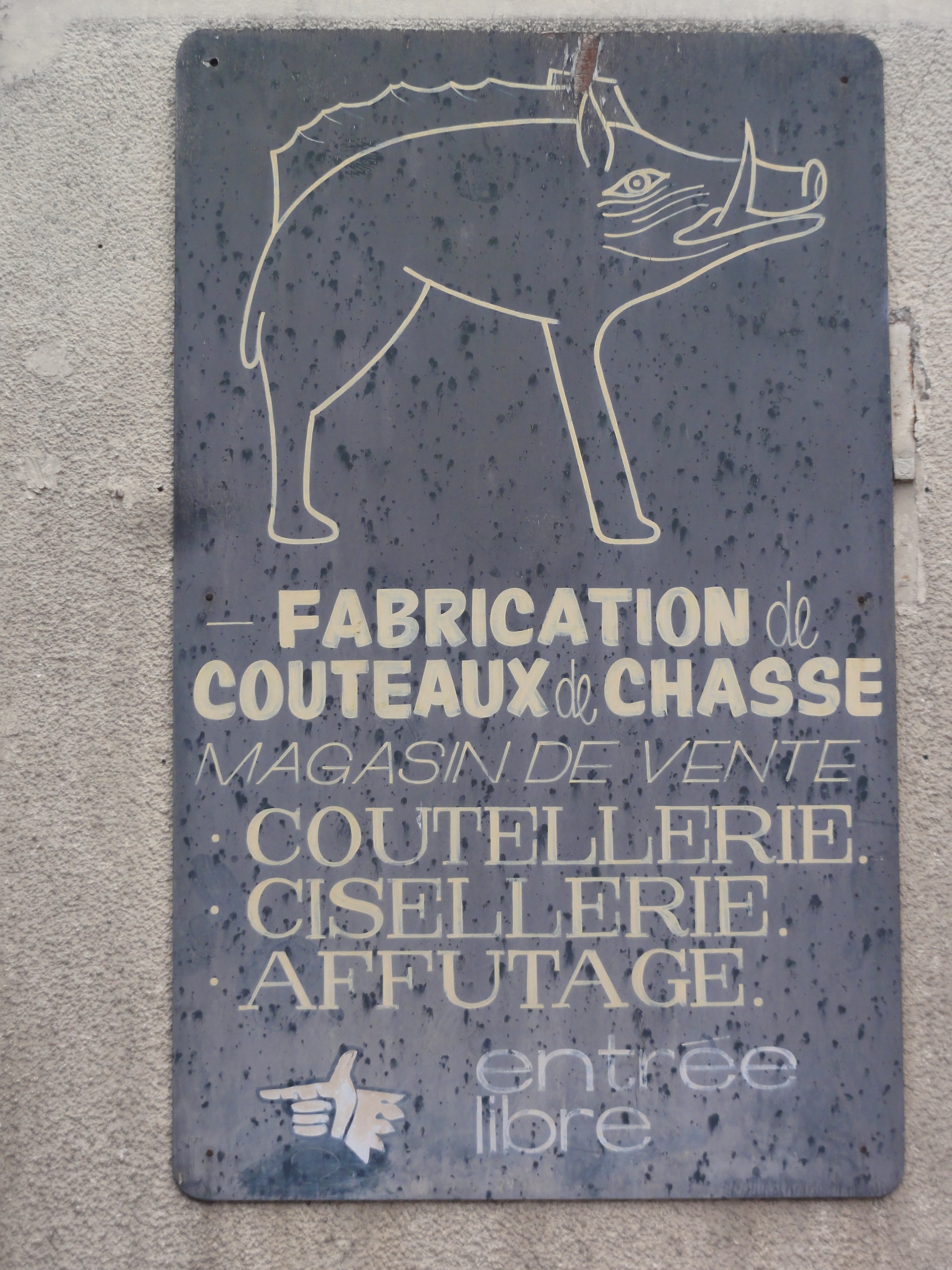
Plaquette atelier couteaux de chasse.
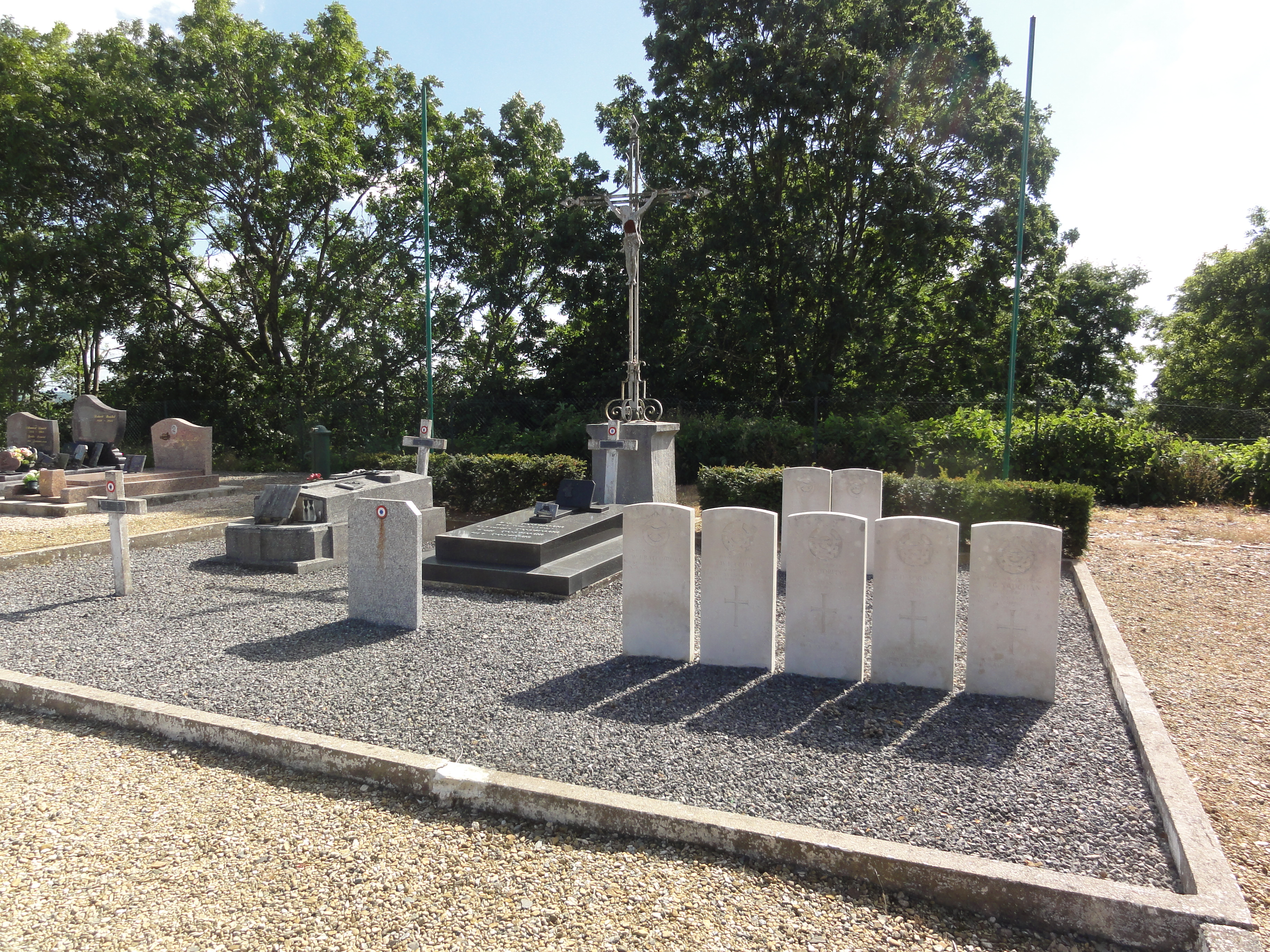
Tombes de guerre.
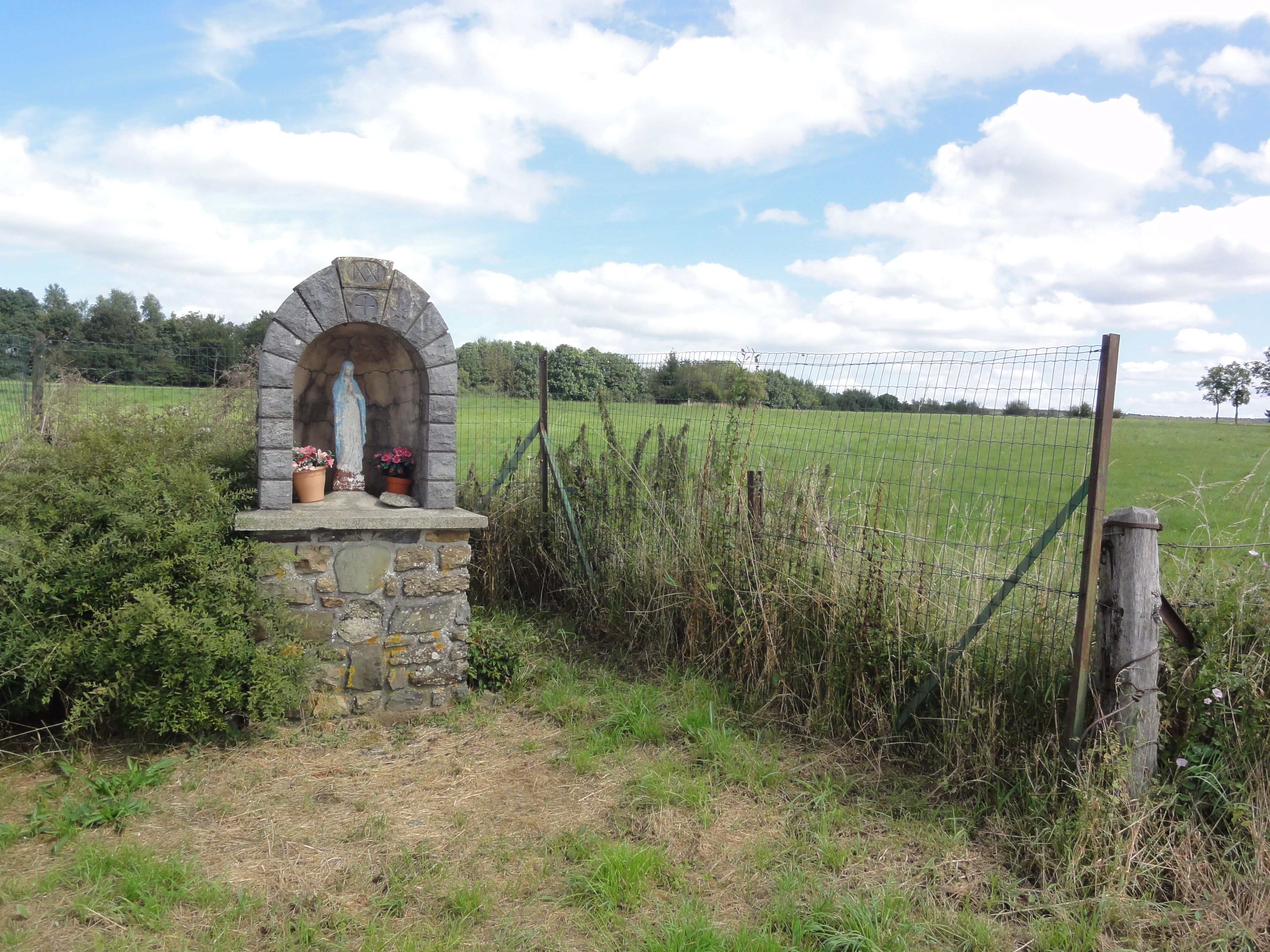
Chapelle-oratoire.

## Personnalités liées à la commune
- Jacques Bidoit ou Bidois (1734-1808), général de division des armées de la République, né et décédé dans la commune.
- Jean Gaspard Hulot de Collart (1780-1854), militaire décédé à Maubert-Fontaine.